# Le Monastier-Pin-Moriès
Ne doit pas être confondu avec Le Monastier-sur-Gazeille.
Le Monastier-Pin-Moriès est une ancienne commune française, située dans le département de la Lozère en région Occitanie.
Le 1er janvier 2016, elle devient une commune déléguée au sein de la commune nouvelle de Bourgs sur Colagne.

## Géographie

### Localisation
La commune se situe dans la vallée de la Colagne. Elle se compose des villages du Monastier et de Pin-Moriès.
L'autoroute A75 passe à l'ouest de la commune. 
Le Monastier-Pin-Moriès est desservie par une gare de la SNCF sur la ligne de Béziers à Neussargues et est tête de ligne du translozérien reliant cette gare avec celle de La Bastide-Puylaurent via Mende.

### Communes limitrophes
| Les Salces            | Chirac                  |                        |
| Saint-Germain-du-Teil | du Monastier-Pin-Moriès | Saint-Bonnet-de-Chirac |
|                       | La Canourgue            | Les Salelles           |

## Toponymie
Il est constitué de la juxtaposition des noms des deux communes fondatrices, Le Monastier et Pin-Moriès.

## Histoire
Elle est créée le 1er mars 1974 par la fusion-association des communes du Monastier et de Pin-Moriès. Le 25 août 1992, la fusion-association est transformée en fusion simple.
Le 31 décembre 2015, la commune fusionne avec Chirac pour former Bourgs sur Colagne.

## Politique et administration
| Période      | Période  | Identité       | Étiquette | Qualité |
| ------------ | -------- | -------------- | --------- | ------- |
| janvier 2016 | mai 2020 | Lionel Bouniol |           |         |
| mai 2020     | En cours | Éric Mieusset  |           |         |

| Période                                  | Période | Identité           | Étiquette | Qualité |
| ---------------------------------------- | ------- | ------------------ | --------- | ------- |
| Les données manquantes sont à compléter. |         |                    |           |         |
| avant 1988                               | ?       | Pierre de Chambrun |           |         |
| 2014                                     | 2015    | Lionel Bouniol     |           |         |

## Démographie
Les habitants du Monastier-Pin-Moriès sont appelés les Monastiériens.
L'évolution du nombre d'habitants est connue à travers les recensements de la population effectués dans la commune depuis 1793. À partir du 1er janvier 2009, les populations légales des communes sont publiées annuellement dans le cadre d'un recensement qui repose désormais sur une collecte d'information annuelle, concernant successivement tous les territoires communaux au cours d'une période de cinq ans. 
Pour les communes de moins de 10 000 habitants, une enquête de recensement portant sur toute la population est réalisée tous les cinq ans, les populations légales des années intermédiaires étant quant à elles estimées par interpolation ou extrapolation. Pour la commune, le premier recensement exhaustif entrant dans le cadre du nouveau dispositif a été réalisé en 2006,.
En 2013, la commune comptait 949 habitants, en évolution de +10,74 % par rapport à 2008 (Lozère : −1,04 %, France hors Mayotte : +2,49 %).
| 1793 | 1800 | 1806 | 1821 | 1831 | 1836 | 1841 | 1846 | 1851 |
| ---- | ---- | ---- | ---- | ---- | ---- | ---- | ---- | ---- |
| 300  | 536  | 562  | 521  | 534  | 537  | 566  | 582  | 580  |

| 1856 | 1861 | 1866 | 1872 | 1876 | 1881 | 1886 | 1891 | 1896 |
| ---- | ---- | ---- | ---- | ---- | ---- | ---- | ---- | ---- |
| 516  | 454  | 400  | 397  | 430  | 587  | 461  | 448  | 451  |

| 1901 | 1906 | 1911 | 1921 | 1926 | 1931 | 1936 | 1946 | 1954 |
| ---- | ---- | ---- | ---- | ---- | ---- | ---- | ---- | ---- |
| 426  | 404  | 371  | 311  | 311  | 327  | 321  | 343  | 351  |

| 1962 | 1968 | 1975 | 1982 | 1990 | 1999 | 2006 | 2011 | 2013 |
| ---- | ---- | ---- | ---- | ---- | ---- | ---- | ---- | ---- |
| 350  | 533  | 666  | 716  | 795  | 723  | 854  | 930  | 949  |

## Culture locale et patrimoine

### Lieux et monuments

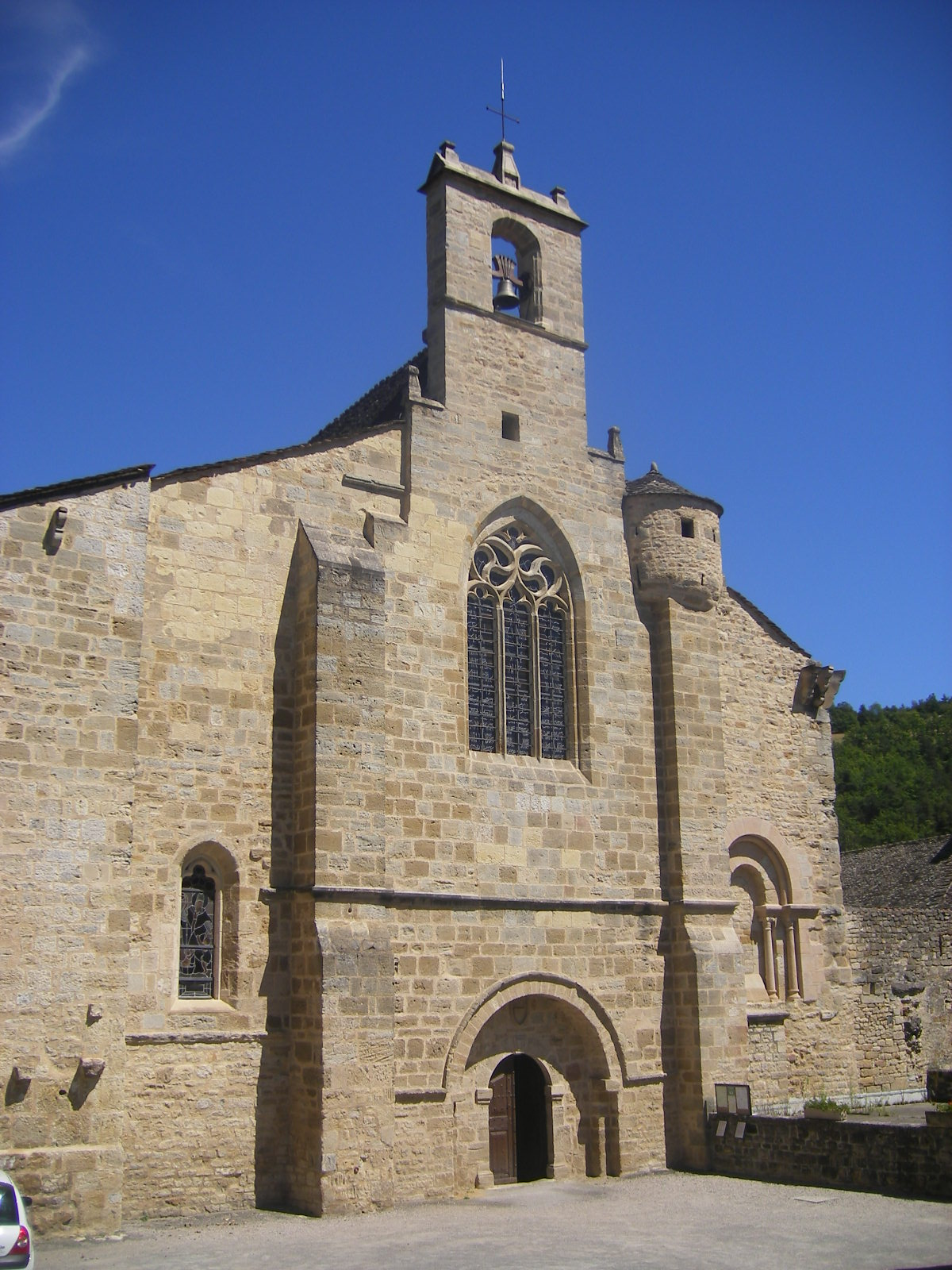
L'église.

- Ancien monastère Saint-Sauveur-de-Chirac, aujourd'hui église paroissiale ;
- Église Saint-Nicolas du Pin ;
- Viaduc de la Colagne de la RN 88.

### Personnalités liées à la commune
- Urbain V (1310-1370), pape à partir de 1362, fit son noviciat au monastère Saint-Sauveur-de-Chirac.